# Куюл (вулкан)
Куюл — потухший вулкан на полуострове Камчатка, Россия.
Относится к группе Уксичанского вулканического района Срединного пояса.
Вулкан находится в верховье рек Уксичан и Кулкев-Окат. Форма вулкана представляет собой пологий щит, завершенный конусом. В географическом плане вулканическое сооружение имеет несколько вытянутую с севера на юг форму, с осями 8 × 6 км, занимает площадь 25 км². Объем изверженного материала 5 км³. Абсолютная высота — 1456 м, относительная же высота составляют около 450 м. Склоны вулкана эродированы слабо и представляют собой крупноглыбовые осыпи. Кратер отсутствует.
Деятельность вулкана относится к верхнечетвертичному периоду.